# Publius Manilius Vopiscus Vicinillianus
Publius Manilius Vopiscus Vicinillianus (Lucius Elufrius Severus Iulius Quadratus Bassus) est un sénateur romain du début du IIe siècle, consul éponyme en 114 sous Trajan.

## Biographie
Il est probablement le fils de Publius Manilius Vopiscus, patricien sous Vespasien, originaire de Bétique. Il est apparenté à Caius Iulius Quadratus Bassus, général et consul suffect en 105.
Manilius Vopiscus commence par une des fonctions mineures au sein du vigintivirat, premier échelon de la carrière sénatoriale, en tant que triumvir monetalis,, « un des trois chargé de la frappe des monnaies ».
Il est ensuite tribun militaire de la legio IIII Scythica en Syrie puis questeur de l'empereur Trajan vers 104 et enfin préteur,.
En l’an 114, sous Trajan, il est consul éponyme aux côtés de Quintus Ninnius Hasta,.
Il est Salius Collinus et membre des collèges des flamines et des pontifes,,.
Il est aussi curateur du sanctuaire d'Hercule Victor (curator fani Herculis Victoris).